# Iouri Grigorovitch
Pour les articles homonymes, voir Grigorovitch.
Iouri Nikolaïevitch Grigorovitch (en russe : Юрий Николаевич Григорович), né le 2 janvier 1927 à Léningrad (RSFR, URSS) et mort le 19 mai 2025 à Moscou (Russie), est un danseur et chorégraphe soviétique puis russe,,,,.

## Biographie

Grigorovitch en 1979.

Iouri Grigorovitch naît dans une famille déjà familiarisée avec le monde du ballet : son oncle, George Rozaï, avait dansé au sein des Ballets russes de Serge de Diaghilev et sa mère avait assisté aux mêmes cours de danse que l'étoile Marina Semionova.
Inscrit à l'Académie de ballet Vaganova, il est obligé de suivre l'ensemble de l'école à Perm, lorsque la Seconde Guerre mondiale oblige la structure à quitter Léningrad. Il tente de s'enfuir en canoë pour rejoindre le front, mais ses plans ayant été découverts, il retourne en cours. Il est diplômé en 1946.
Il est engagé au Kirov — qu'il ne quittera qu'en 1962 —, et gravit les échelons hiérarchiques jusqu'au grade de danseur étoile. Il s'intéresse à la chorégraphie dès 1956, date à laquelle il réalise un ballet sur une musique de Mikhaïl Glinka pour l'Académie Vaganova. Mais la consécration vient l'année suivante, avec La Fleur de pierre (musique de Sergueï Prokofiev). La Première a lieu le 27 avril 1957 et le succès est immédiat. En 1968, il présente sa version modernisée de Spartacus.
Par la suite, Iouri Grigorovitch recrée les chorégraphies de plusieurs ballets célèbres, tels Casse-Noisette, Le Lac des cygnes, La Bayadère, Don Quichotte, La Belle au bois dormant. Il se consacre également à un travail plus contemporain, avec des œuvres comme Légende d'amour, Spartacus ou encore L'Âge d'or. Ses versions de ballets sont reprises à Stockholm, Sofia, Paris, Vienne, Copenhague, Milan, Varsovie, Istanbul, Séoul, etc.
En 1965, il est diplômé de l'Académie russe des arts du théâtre.
Directeur du Ballet du Théâtre Bolchoï de 1964 à 1994 (détenant ainsi un record de longévité en poste), il assure le rayonnement de la compagnie à l'étranger et fait connaître au grand public des danseurs comme Natalia Bessmertnova, qui deviendra sa femme, et le fameux couple formé par Ekaterina Maximova et Vladimir Vassiliev. En 1995, Grigorovich démissionne et quitte le Bolchoï, à la suite d'accusations de stagnation de la compagnie. Il crée sa propre compagnie en 1996 à Krasnodar, au sein de laquelle il convie de nombreux danseurs du Bolchoï et du Mariinsky. En février 2001, le chorégraphe a recommencé à collaborer avec le Théâtre Bolchoï.
Après la mort de sa femme, en 2008, et le départ d'Alexeï Ratmansky, il reprend la fonction de directeur du Ballet du Bolchoï précédemment occupée par Sergueï Filine qui devient directeur artistique du ballet du Bolchoï en 2011.
En 1993, dès la mort de Rudolf Noureev, il avait créé en Russie le concours qui porte le nom du célèbre danseur ; il préside également de manière permanente le jury des Prix Benois de la danse, ainsi que le Concours international de danse de Moscou ou encore le Concours international de ballet de Varna.
En 2017, un documentaire édité par Bel Air Classiques retrace son parcours.
En 2022, on célèbre ses 95 ans sur scène du Bolchoï. Iouri Grigorovitch meurt le 19 mai 2025, à l’âge de 98 ans.

## Travail chorégraphique

### Créations
- 1966 : Casse-Noisette
- 1968 : Spartacus
- 1975 : Ivan le Terrible
- 1976 : Angara
- 1979 : Roméo et Juliette
- 1982 : L'Âge d'or

### Nouvelles versions
- 1963 : La Belle au bois dormant
- 1969 : Le Lac des cygnes
- 1973 : La Belle au bois dormant
- 1984 : Raymonda
- 1987 : Giselle
- 1991 : La Bayadère
- 1994 : Don Quichotte, Le Corsaire
- 2001 : Le Lac des cygnes
- 2003 : Raymonda

## Récompenses
(liste non exhaustive)
- Artiste du peuple de l'URSS (1973)
- Prix de l'URSS
- Prix Lénine
- Ordre de Lénine
- Héros du travail socialiste (1986)

## Filmographie

### En tant que chorégraphe
- 1974 : Giselle, avec Natalia Bessmertnova et les danseurs du Ballet du Bolchoï.
- 1977 : Spartacus, avec Natalia Bessmertnova, Vladimir Vassiliev, Maris Liepa et les danseurs du Ballet du Bolchoï.
- 1978 : Casse-Noisette, avec Ekaterina Maximova, Vladimir Vassiliev et les danseurs du Ballet du Bolchoï.
- 1981 : Le Lac des cygnes, avec Maïa Plissetskaïa, Alexander Bogatyrev, Boris Efimov et les danseurs du Ballet du Bolchoï.
- 1984 : Spartacus, avec Natalia Bessmertnova, Irek Mouchamedov, Maria Bilova et les danseurs du Ballet du Bolchoï.
- 1986 : Raymonda, avec Ludmila Semenyaka, Irek Mouchamedov, Gediminas Taranda et les danseurs du Ballet du Bolchoï.
- 1989 : Casse-Noisette, avec Natalya Arkhipova, Irek Mouchamedov, Yuri Vetrov, Ilze Liepa et les danseurs du Ballet du Bolchoï.
- 1989 : Le Lac des cygnes, avec Natalia Bessmertnova, Yuri Vasyuchenko, Gedminas Taranda et les danseurs du Ballet du Bolchoï.
- 1989 : Roméo et Juliette, avec Natalia Bessmertnova, Irek Mouchamedov, Alexander Vetrov et les danseurs du Ballet du Bolchoï.
- 1989 : Raymonda, avec Natalia Bessmertnova, Alexander Bogatyrev et les danseurs du Ballet du Bolchoï.
- 1990 : La Fleur de Pierre, avec Ludmila Semenyaka, Nina Semizorova, Nikolaï Dorokhov, et les danseurs du Ballet du Bolchoï.
- 1990 : Giselle, avec Ludmila Semenyaka, Nadezhda Gracheva, Victor Anisimov et les danseurs du Ballet du Bolchoï.
- 1991 : Spartacus, Ludmila Semenyaka, Maria Bilova, Irek Mouchamedov et les danseurs du Ballet du Bolchoï.
- 1991 : La Fleur de Pierre, avec Anna Polikarpova, Tatiana Terekhova, Aleksandr Gulyaev et les danseurs du Théâtre Mariinsky.
- 2008 : Spartacus, avec Maria Allash, Nina Kaptsova, Carlos Acosta et les danseurs du Ballet du Bolchoï.